# ザキ・ウバイディラー
モハマド・ザキ・ウバイディラー（英語:  Mohammad Zaki Ubaidillah、2007年2月26日 - ）は、インドネシアの男子バドミントン選手。

## 経歴
2024年のインドネシア・マスターズ (スーパー100)では、アルウィ・ファルハンやヨハネス・サウト・マルセリーノなどの同胞の有望株を次々と破って優勝した。17歳でBWFワールドツアースーパー100を制覇した。
2024年、世界ジュニア選手権では、男子シングルスで銅メダルを獲得。